# 巴哈切韋 (羅茲迪利納區)
47°8′15″N 29°48′12″E / 47.13750°N 29.80333°E
巴哈切韋（烏克蘭語：Багачеве）是位於烏克蘭西南部的村莊，由敖德萨州羅茲迪利納區的大米哈伊利夫卡市鎮負責管轄。該村始建於1850年，面積0.24平方公里，海拔高度107米，2001年人口61，人口密度每平方公里253.11人。